# Ingrid Noll
Ingrid Noll (n. 29 septembrie 1935, Shanghai, Republica Chineză) este o scriitoare germană de thriller. Multe lucrări au fost ecranizate.
Ingrid Noll s-a născut la Shanghai, China, fiind fiica unui medic german din Nanging. În 1949, familia lui Ingrid s-a întors în Germania, unde Ingrid a urmat studii universitare și s-a căsătorit cu medicul Peter Gullatz (d. 2021). În 2023 a primit titlul de cetățean de onoare al orașului Weinheim.

## Opera
- Der Hahn ist tot, roman, editura Diogenes, Zürich 1991, ISBN 3-257-22575-X.
- Die Häupter meiner Lieben, roman, editura Diogenes, Zürich 1993, ISBN 3-257-22726-4.
- Die Apothekerin, roman, editura Diogenes, Zürich 1994, ISBN 978-3-257-23896-9.
- Der Schweinepascha. In 15 Bildern, carte pentru copii, editura Diogenes, Zürich 1996, ISBN 3-257-23298-5.
- Kalt ist der Abendhauch, roman, editura Diogenes, Zürich 1996, ISBN 3-257-23023-0.
- Der kleine Mord zwischendurch. 52 üble Kurzkrimis, geplant und ausgeführt von Ingrid Noll. editura Scherz, Bern 1997, ISBN 3-502-10368-2.
- Röslein rot, roman, editura Diogenes, Zürich 1998, ISBN 3-257-23151-2.
- Selige Witwen, roman, editura Diogenes, Zürich 2001, ISBN 3-257-23341-8.
- Rabenbrüder, roman, editura Diogenes, Zürich 2003, ISBN 3-257-23454-6.
- Falsche Zungen. Gesammelte Geschichten.  editura Diogenes, Zürich 2004, ISBN 3-257-23508-9.
- Ladylike, roman, editura Diogenes, Zürich 2006, ISBN 978-3-257-05725-6.
- Kuckuckskind, roman, editura Diogenes, Zürich 2008, ISBN 978-3-257-24012-2.
- Ehrenwort, roman, editura Diogenes, Zürich 2010, ISBN 978-3-257-24095-5.
- Über Bord, roman, editura Diogenes, Zürich 2012, ISBN 978-3-257-24259-1.
- Hab und Gier, roman, editura Diogenes, Zürich 2014, ISBN 978-3-257-24311-6.
- Der Mittagstisch, roman, editura Diogenes, Zürich 2015, ISBN 978-3-257-06954-9.
- Halali, roman, editura Diogenes, Zürich 2017, ISBN 978-3-257-06996-9.
- Goldschatz, roman, editura Diogenes, Zürich 2019, ISBN 978-3-257-07054-5.
- In Liebe Dein Karl, povești, editura Diogenes, Zürich 2020, ISBN 978-3-257-07096-5.
- Kein Feuer kann brennen so heiß, roman, editura Diogenes, Zürich 2021, ISBN 978-3-257-07115-3.
- Tea Time, roman, editura Diogenes, Zürich 2022, ISBN 978-3-257-07214-3
- Gruß aus der Küche, editura Diogenes, Zürich 2024, ISBN 978-3-257-07277-8.